# Parti du ralliement officiel des Lavallois
Le Parti du ralliement officiel des Lavallois (plus couramment désigné par son acronyme « PRO des Lavallois ») était un parti politique évoluant sur la scène municipale à Laval, au Québec.

## Histoire
Fondé en 1980 par deux conseillers municipaux dissidents (Achille Corbo et Ronald Bussey) de l'équipe du maire sortant Lucien Paiement, le parti prend le pouvoir l'année suivante en faisant élire son candidat Claude U. Lefebvre à la mairie. Ce dernier cède sa place à Gilles Vaillancourt en 1989, qui est réélu à cinq reprises et dispose à chaque fois de la majorité des sièges au conseil municipal. Quelques jours après la démission du maire Vaillancourt en novembre 2012 sur fond de malversations, l'exécutif du parti décide de sa dissolution.